# Ximena Torres
María Ximena Torres Carrera (Montevideo, 1 de diciembre de 1981) es una chef, publicista, empresaria y personalidad de televisión uruguaya.

## Biografía

### Primeros años y educación
Nació el 1 de diciembre de 1981 en Montevideo, como hija de Montserrat Carrera, una española y de Marco Antonio Torres, un chileno. De ascendencia catalana, su abuelos maternos, oriundos de Sant Joan Despí, Provincia de Barcelona emigraron a Uruguay en 1950 y fundaron la Confitería Carrera.
Criada en el barrio de Pocitos, asistió al Colegio y Liceo Queen's School y al Instituto Preuniversitario de Montevideo (PREU). Se licenció en comunicación social con orientación en publicidad por la Universidad Católica del Uruguay. En 2003 ganó una beca para estudiar bellas artes en la Valdosta State University en el estado de Georgia. En 2007 egresó como sommelier de la Facultad de Química la Universidad de la República, siendo parte de la primera generación de estudiantes de esa disciplina. Ese mismo año se trasladó a Barcelona, donde se especializó en chocolatería en la localidad de Vic.

### Trayectoria
Torres comenzó a trabajar en gastronomía en 2000 y en cáterin desde el 2003. Realizó su primera aparición en los medios en 2010 como conductora de La Receta Perfecta, que un principio se trató de un segmento culinario dentro del programa matutino Día perfecto, para luego convertirse en un programa independiente.
En 2012 abrió su primer local gastronómico, La Dulcería de Xime, que en los años siguientes se expandió a diferentes puntos de Montevideo y Maldonado.
En 2014 Torres dejó la La Receta Perfecta y se alejó de la televisión.
En 2015 publicó el libro Comer y reír: manual para acercarse a la cocina con alegría, en coautoría con la presentadora y comediante Manuela da Silveira.
En 2017 volvió a los medios con el programa gastronómico de TV Ciudad La vuelta al plato, que se emitió por tres años consecutivos.
En febrero de 2019 se anunció su incorporación al jurado de MasterChef Uruguay tras la salida de Lucía Soria, participando en las versiones para cocineros amateurs y de celebridades.
En diciembre de 2020 presentó su tercer libro de cocina, Casero es mejor, que en 2021 fue galardonado con el premio Gourmand Award en París en las categorías mejor libro de cocina de América Latina y mejor chef mujer.
En julio de 2021 se incorporó al noticiero Subrayado para conducir una columna sobre periodismo gastronómico.

## Vida personal
El 14 de febrero de 2014 contrajo matrimonio con el músico Max Capote, después de tres años de noviazgo. Son padres de dos hijos: Juan Jacinto (n. 2017) y María Guadalupe (n. 2019). El matrimonio se separa en 2025.

## Filmografía
| Año                 | Programa                     | Rol                                   | Canal     |
| ------------------- | ---------------------------- | ------------------------------------- | --------- |
| 2010-2011           | Día perfecto                 | Presentadora de segmento culinario    | Teledoce  |
| 2011-2014           | La Receta Perfecta           | Conductora                            | Teledoce  |
| 2017-2019           | La Vuelta al Plato           | Coconductora                          | TV Ciudad |
| 2019; 2024-presente | MasterChef Uruguay           | Jurado                                | Canal 10  |
| 2020-2023           | MasterChef Celebrity Uruguay | Jurado                                | Canal 10  |
| 2021-presente       | Subrayado                    | Columnista de periodismo gastronómico | Canal 10  |

## Libros
- 2010, Recetas para contar ISBN 9789974494985
- 2015, Comer y reír: manual para acercarse a la cocina con alegría ISBN 9789974723443
- 2020, Casero es mejor ISBN 9789974868120
- 2023, Emoción en la cocina ISBN 9789974868182